# 아델란투스과
아델란투스과(Adelanthaceae)는 망울이끼목에 속하는 우산이끼류과의 하나이다.

## 하위 속
- 아델란투스속 (Adelanthus)
- Cuspidatula - 최근 가을비늘이끼과로 분류.
- Denotarisia - 최근 가을비늘이끼과로 분류.
- Nothostrepta - 최근 가을비늘이끼과로 분류.
- Odontoschisma - 최근 게발이끼과로 분류.
- Pisanoa - 최근 가을비늘이끼과로 분류.
- Protosyzygiella - 최근 가을비늘이끼과로 분류.
- Pseudomarsupidium
- Syzygiella - 최근 가을비늘이끼과로 분류.
- Vanaea - 최근 엄마이끼과로 분류.
- Wettsteinia